# Phoenix (televisiezender)
Phoenix is een Duitse publieke televisiezender die gezamenlijk bedreven wordt door de ARD en het ZDF. Het ARD-gedeelte wordt daarbij ingevuld door de WDR.
Het programma van het als evenementen-, politiek en documentairekanaal gestarte themakanaal bestaat uit documentaires, reportages, nieuwsuitzendingen, evenementenuitzendingen en discussieprogramma's. De zender was eerst bij de WDR in Keulen gehuisvest, totdat de zender in 2000 introk in de gemoderniseerde voormalige hoofdstadstudio van het ZDF in Bonn. In 2007 werkten 90 vaste- en evenveel vrije medewerkers voor de zender.